# Lunda Villa

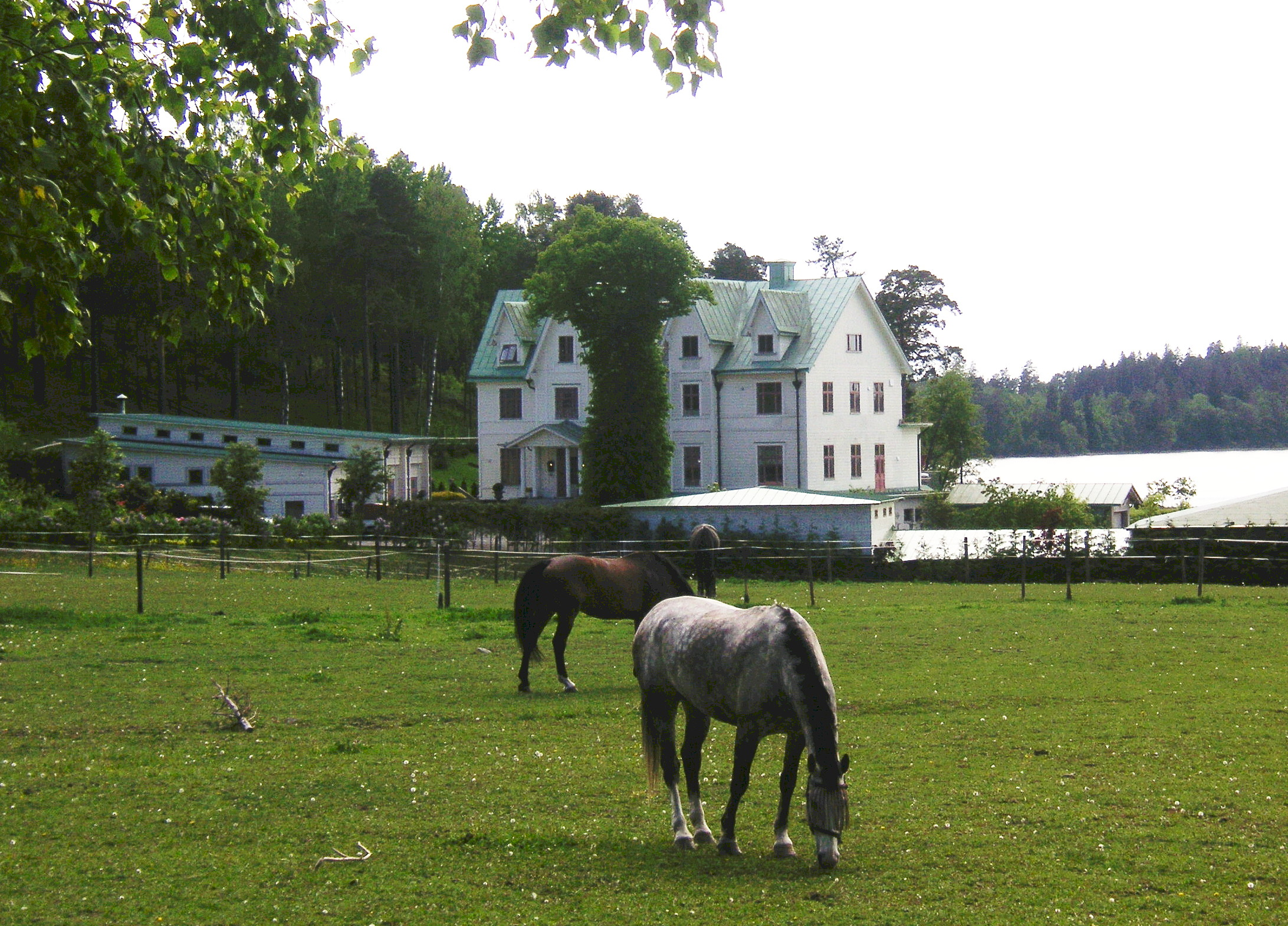
Lunda Villa i juni 2007.

Lunda Villa var en sommarvilla på Lovön i Ekerö kommun. Byggnaden uppfördes på 1870-talet och fick 1979 lagskydd som byggnadsminne, men brann ner till grunden 2011 och avfördes då som byggnadsminne. Owe Lagerquist ägde villan mellan 1980 och 1987  

## Historik

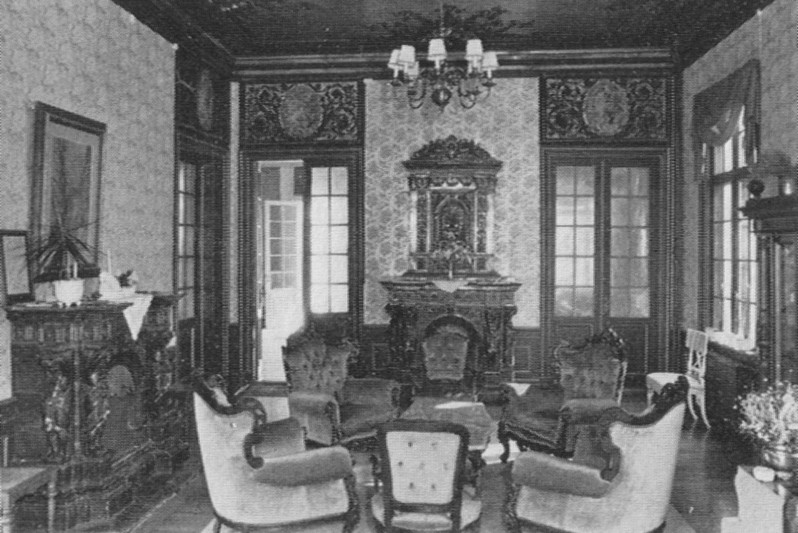
Villans interiör.

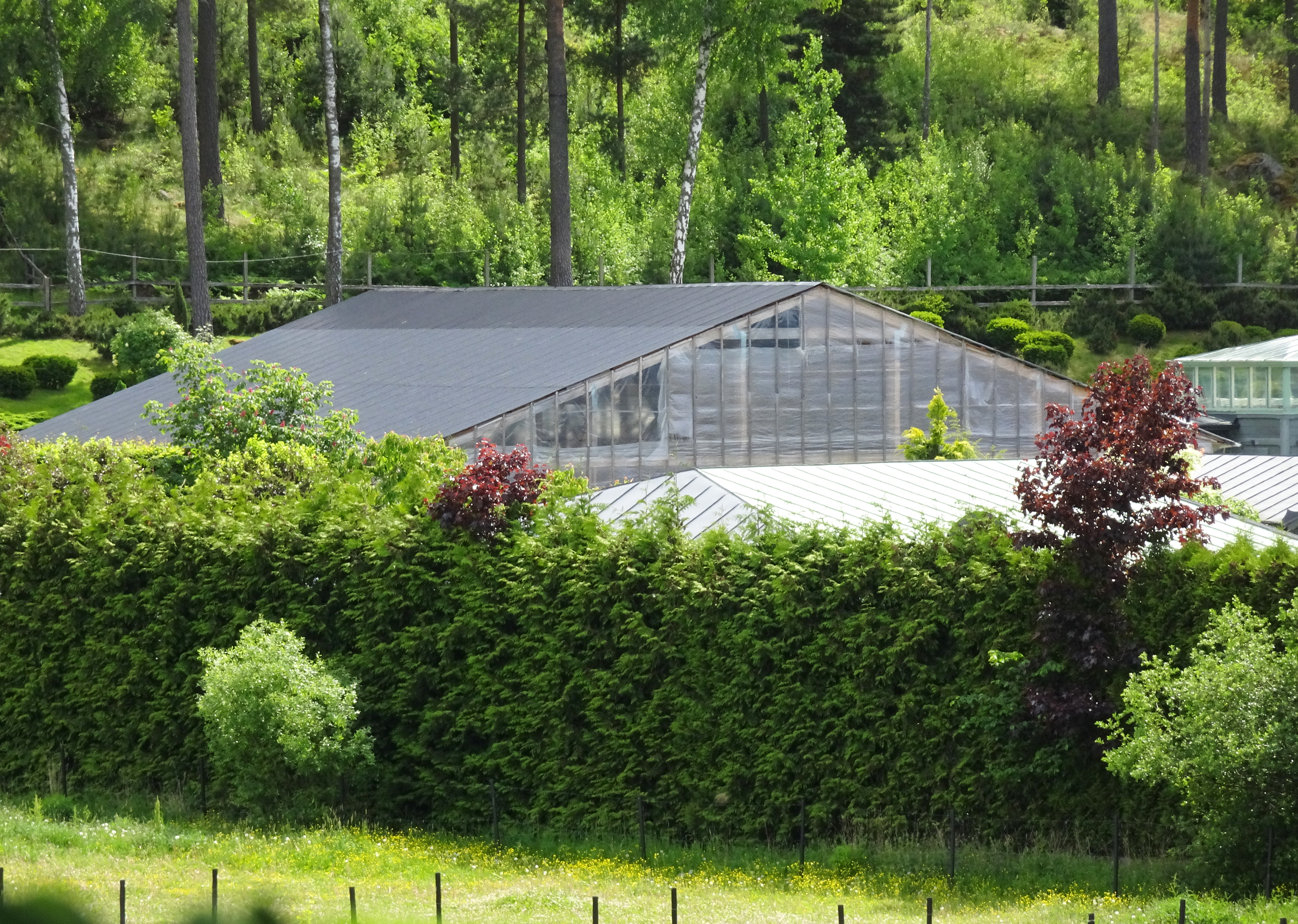
Provisorisk byggnad som skyddar grunden, juni 2016.

Omkring 1870 uppfördes Lunda Villa som sommarnöje strax sydost om Lunda gård som är en av Lovögårdarna. Villan var en tvåplans timmerbyggnad med gråmålad locklistpanel på fasaderna. Huset hade två tornliknande utbyggnader som innehöll trappor. Sadeltaken hade brant fall. I villans bottenvåning fanns en unik inredning med handbroderade sidentapeter, stuckaturer, snickerier samt kakelugnar i nybarock. Byggherren var en välbärgad fransman som lät uppföra huset på mark tillhörande Lunda gård, som i sin tur ägs av staten. Han disponerade villan med äganderätt i form av lös egendom på arrenderad mark. 
Nästa ägare var en baron Tamm som samtidigt även arrenderade själva gården Lunda. Verksamheten på Lunda gård bestod huvudsakligen av traditionell gårdsdrift med mjölkproduktion samt odling av grönsaker och frukt som transporterades till Stockholm. Vid gården fanns även en av Lovöns större tvätterier, Lunda tvätteri, som på 1910-talet sysselsatte mellan 30 och 40 personer och som fanns kvar in på 1980-talet.
Under andra världskriget nyttjades villan som logement för delar av den militära personal som bemannade de luftvärnsställningar som låg på ön. Man genomförde vissa ombyggnader för militärens behov men tog samtidigt hänsyn till husets värdefulla interiör. Ändå var huset i dåligt skick, när militären flyttade ut igen.
Efter andra världskriget kom jordbruket att skiljas från villan som arrendatorsbostad och en familj Mårtens övertog byggnaden som sedermera disponerades av familjens barn. Eftersom huset ursprungligen uppfördes som oisolerad sommarbostad fanns uppvärmningsproblem vintertid. Först när nästa ägare, Ove Lagerqvist, kunde förvärva marken kring villan av Domänverket började en genomgripande renovering och modernisering av Lunda Villa.
Nuvarande ägare, familjen Strauch, övertog villan på 1970-talet och fortsatte med renoveringen samt lät uppföra några tillbyggnader. 1979 fick villan lagskydd som byggnadsminne. Lagskyddet omfattade exteriör, bottenvåningens fasta inredning och dekorativa utsmyckning samt omgivande markområde.

## Branden
På natten den 25 juli 2011 brann villan ner till grunden. Bara en del av den värdefulla, lösa inredningen kunde räddas. Branden startade av okänd orsak och polisen misstänker att den kan vara anlagd. I och med branden förlorade villan sitt lagskydd som byggnadsminne. Det finns planer på att återuppbygga villan. För närvarande (2016) finns en provisorisk byggnad som skyddar grunden.